# Dajrut Umm Nachla
Dajrut Umm Nachla – miejscowość w Egipcie, w muhafazie Al-Minja. W 2006 roku liczyła 13 466 mieszkańców.